# Keep Holding On
Keep Holding On är en låt av Avril Lavigne från filmen Eragons soundtrack som släpptes den 3 november 2006 (släpptes även som singel). Den fanns senare även med på hennes album The Best Damn Thing, som släpptes i april 2007.